# Александров Куявски
Александров Куявски или Алекса̀ндрув Куя̀вски (на полски: Aleksandrów Kujawski) е град в Централна Полша, Куявско-Поморско войводство. Административен център е на Александровски окръг, както и на селската Александровска община, без да е част от нея. Самият град е обособен в самостоятелна градска община с площ 7,23 км2.